# Bundesstraße 588
Die Bundesstraße 588 (Abkürzung: B 588) ist mit nur 20 Kilometern Länge eine der kürzeren Bundesstraßen Deutschlands und  verläuft ausschließlich durch Bayern. Sie führt von der B 20 bei Eggenfelden in Niederbayern zur A 94 bei Neuötting in Oberbayern.

## Verlauf
Die Bundesstraße 588 zweigt südlich der Rott in Eggenfelden von der B 20 ab und führt in Richtung Süden nach Reischach. Der dazwischen liegende Ort Mitterskirchen wurde durch den Bau einer Umgehungsstraße (Verkehrsfreigabe am 12. Juni 2008) wesentlich entlastet. Nördlich von Neuötting umgeht sie die Ortsteile Eisenfelden und Unterau und endet an der Anschlussstelle 23 (Neuötting) der A 94 im Inntal.

### DurchquerteGebietskörperschaften
- Bayern
  - Landkreis Rottal-Inn
    - Eggenfelden, Wurmannsquick, Mitterskirchen

  - Landkreis Altötting
    - Erlbach, Reischach, Neuötting, Winhöring

## Geschichte
Die Strecke wurde 1989 als Bundesstraße ausgewiesen, um die bereits vorhandenen Fernstraßenverbindungen in Ostoberbayern, die in Nord-Süd-Richtung verlaufen, miteinander zu verbinden.
Die Bundesstraße 588 war die Bundesstraße mit der höchsten vergebenen Nummer bis zur Vergabe der Nummer 611 in Ostwestfalen. Der Bestandteil "88" erinnert an die B 388, die vom Nordende über eine kurze Strecke auf der B 20 erreicht wird.